# 욕조

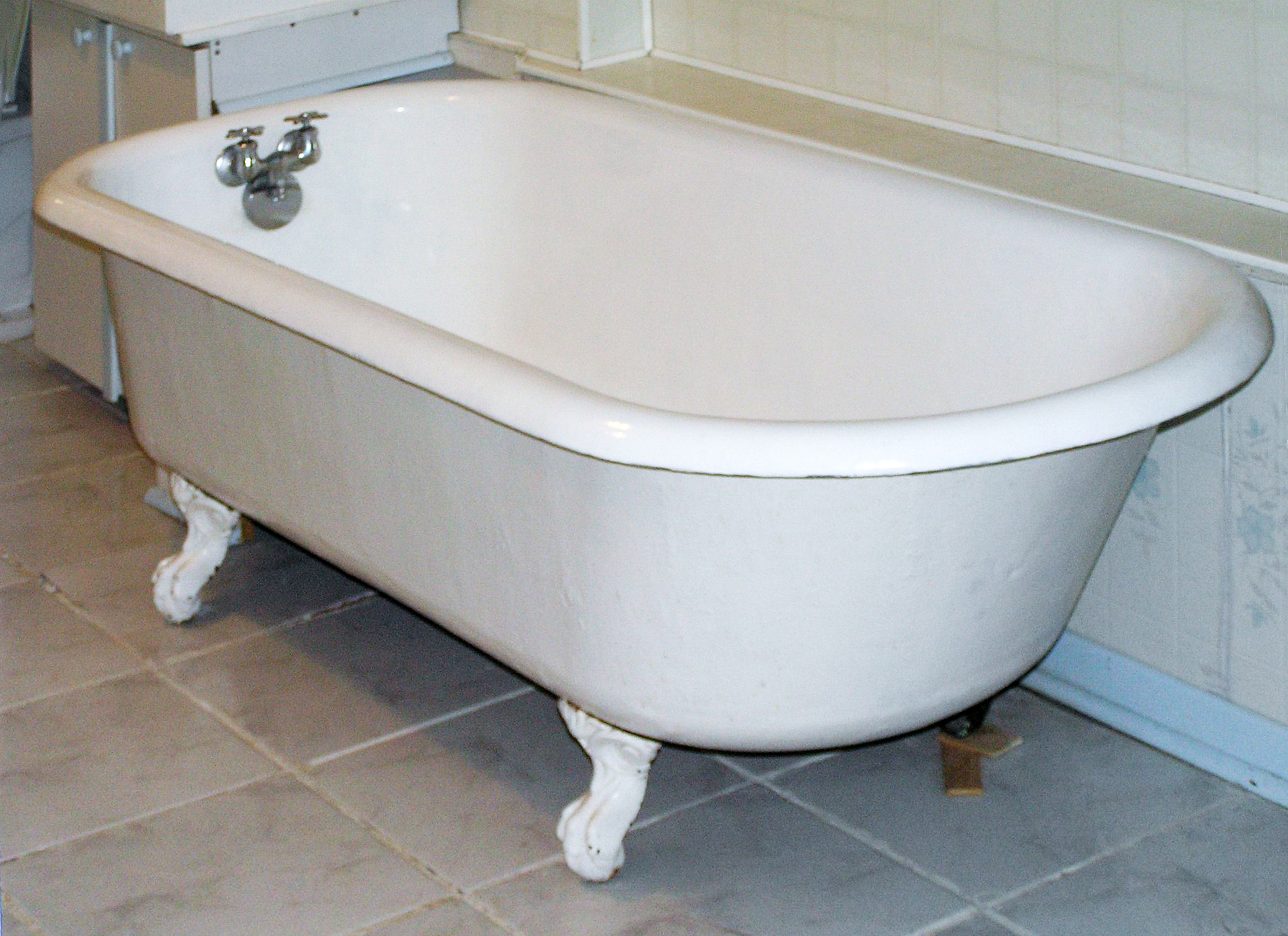
욕조

욕조(浴槽)는 목욕을 하기 위해 물을 담는 기구이다.
사람이나 동물이 목욕할 수 있는 물을 담는 용기이다. 대부분의 현대식 욕조는 열성형 아크릴, 도자기 법랑 강철 또는 주철 또는 유리 섬유 강화 폴리에스테르로 만들어진다. 욕조는 일반적으로 독립형 설비로 또는 샤워와 함께 욕실에 배치된다.
현대식 욕조에는 오버플로 및 배수구가 있으며 수도꼭지가 설치되어 있을 수 있다. 이것들은 일반적으로 보통 내장 형태로 존재하지만 독립형이거나 주변보다 아래에 있는 경우도 있다. 아크릴 열성형 기술이 다른 모양을 허용하기 전까지 거의 모든 욕조는 거의 직사각형이었다. 욕조는 일반적으로 흰색이지만 다른 색상도 많이 있다.

## 같이 보기
- 배스 밤
- 코리올리 효과